# Shadows and Sunshine (film 1916)
Shadows and Sunshine è un film muto del 1916 diretto da Henry King.
Il successo di Little Mary Sunshine nel marzo 1916 produce una lunga serie di lungometraggi che vedono come protagonista la piccola Marie Osborne. L'onore di essere l'interprete principale negli anni Dieci è condiviso solo da un gruppo ristretto di attori bambini che include Gordon Griffith, Zoe Rae e, in Europa, Tibor Lubinszky. Diventerà poi pratica comune a partire dagli anni venti, soprattutto in seguito all'enorme successo de Il monello (1921) con Charlie Chaplin e Jackie Coogan.

## Trama
Il facoltoso Gilbert Jackson rompe ogni rapporto con l'unico figlio che ha quando quest'ultimo sposa, con somma delusione del padre, una semplice cameriera. Dopo cinque anni, il giovane lascia la moglie e la figlioletta, la piccola Mary, per andare a cercare fortuna nel West. Mamma e figlia vanno invece a vivere in un piccolo cottage, aspettando il ritorno di papà. Lì vicino, si trova la tenuta dei Jackson: Gilbert e sua moglie Amelia, al conoscere la piccola Mary, si innamorano subito della bambina, senza sapere che quella è la loro nipotina. Il carattere di Jackson, per merito di Mary, si addolcisce e l'uomo decide di ingaggiare un detective che gli ritrovi il figlio perduto.
Quando padre e figlio alla fine si rivedono, Gilbert scopre che la sua nuova vicina di casa non è altri che la nuora e che la piccola Mary è sua nipote. I Jackson, adesso, diventano una sola e grande famiglia.

## Produzione
Il film fu prodotto dalla Balboa Amusement Producing Company.

## Distribuzione
Il copyright del film, richiesto dalla Pathé Exchange, Inc., fu registrato il 28 settembre 1916 con il numero LU9204.
Distribuito dalla Gold Rooster Plays (Pathé Exchange), il film uscì nelle sale cinematografiche statunitensi il 12 novembre 1916. La Pathé Frères lo distribuì in Francia il 1º settembre 1917 con il titolo Nuages et rayon de soleil. Ne venne fatta una riedizione per il mercato americano che uscì in una versione ridotta in tre bobine il 9 aprile 1922.